# Demansia
Demansia là một chi rắn có nọc độc trong họ Elapidae; các thành viên trọng chi này nói chung thường được biết đến với tên gọi thông thường trong tiếng Anh là whip snake nghĩa là rắn roi.

## Mô tả
Tất cả các loài của chi Demansia có màu xám, nâu, lục xám hay be trừ Demansia psammophis (rắn roi mặt vàng) có thể có màu kem. Rắn roi có cơ thể thon dài. Chúng có mắt to và đầu tương đối nhỏ, chỉ hơi to hơn thân một chút. Tất cả các loài của chi Demansia đều là rắn có nọc độc.

## Phân bố
Rắn roi được tìm thấy ở Australia, Papua New Guinea trong khu vực xung quanh Port Moresby và các đảo cận kề.

## Thức ăn
Rắn roi chủ yếu ăn thịt thằn lằn. Chúng là động vật hoạt động ban ngày, và sử dụng thị giác sắc bén của chúng để săn mồi. Con mồi nhanh chóng tử vong dưới tác động của nọc rắn.

## Các loài
Hiện tại người ta công nhận 14 loài như sau.
- Demansia angusticeps (Macleay, 1888) – rắn roi đầu hẹp
- Demansia calodera Storr, 1978 – rắn roi cổ đen
- Demansia flagellatio Wells & Wellington, 1985 – rắn roi đuôi dài
- Demansia olivacea (Gray, 1842) – rắn roi nâu ô liu
- Demansia papuensis (Macleay, 1877) – rắn roi đen lớn
- Demansia psammophis (Schlegel, 1837) – rắn roi mặt vàng
- Demansia quaesitor Shea, 2007 – rắn roi sẫm màu
- Demansia reticulata (Gray, 1842) – rắn roi mắt lưới
- Demansia rimicola Scanlon, 2007 – rắn roi đất nứt
- Demansia rufescens Storr, 1978 – rắn roi nâu đỏ
- Demansia shinei Shea, 2007 – rắn roi Shine
- Demansia simplex Storr, 1978 – rắn roi xám
- Demansia torquata (Günther, 1862) – rắn roi vòng đệm
- Demansia vestigiata (De Vis, 1884) – rắn roi đen nhỏ

## Từ nguyên
Tên định danh loài shinei là để vinh danh nhà bò sát học người Australia là Richard Shine.